# Mount St Michael
Mount St Michael är ett berg i Antarktis. Det ligger i Östantarktis. Australien gör anspråk på området. Toppen på Mount St Michael är 38 meter över havet.
Terrängen runt Mount St Michael är varierad. Havet är nära Mount St Michael norrut. Trakten är obefolkad. Det finns inga samhällen i närheten.